# Torymus rubi
Torymus rubi is een vliesvleugelig insect uit de familie Torymidae. De wetenschappelijke naam is voor het eerst geldig gepubliceerd in 1781 door Schrank.